# تسيكالاريا (هانيا)
تسيكالاريا (Τσικαλαριά) هي مدينة في خانيا في اليونان.